# Clinton (hrabstwo Lenawee)
Clinton – wieś w Stanach Zjednoczonych, w stanie Michigan, w hrabstwie Lenawee.